# Marta Calamonte
Marta Calamonte Márquez (Mérida, Badajoz, 30 de julio de 1982) es una ex gimnasta rítmica española que fue campeona del mundo de 3 cintas y 2 aros en el Mundial de Sevilla (1998), además de lograr otras numerosas preseas con la selección nacional de gimnasia rítmica de España, como la plata en la general de dicho Mundial o varias medallas en Europeos. Participó en los JJ.OO. de Sídney 2000. En la actualidad entrena al Club Gimnástico Almendralejo.

## Biografía deportiva

### Inicios
Nacida en Mérida, se inició en la gimnasia rítmica con 7 años de edad, ingresando en la E.D.M. Mérida. En esta etapa fue entrenada por Eli Isidoro y por Fernando Molina Alén. En 1994 fue subcampeona de España infantil, y en 1996, subcampeona de España júnior. En este campeonato no participó en las finales por aparatos debido a que tuvo que ser operada de urgencia de apendicitis. También en 1996, con el conjunto júnior español, fue 5ª en el torneo internacional de Thiais y acabó en el puesto 15º en el Campeonato de Europa celebrado en Asker/Oslo. Aquel conjunto júnior estaba integrado por Marta, Ana del Toro, Carolina Malchair, Carolina Montes, Beatriz Nogales, Carmina Verdú y, como suplentes, Blanca López Belda y Tania Pacheco. En enero de 1997 entró en el conjunto sénior de la selección nacional de gimnasia rítmica de España.

### Etapa en la selección nacional

#### 1997: Europeo de Patras
Para 1997, las componentes del equipo ya habían trasladado su residencia del chalet de Canillejas a un edificio anexo al INEF y habían empezado a entrenar en el Centro de Alto Rendimiento de Madrid. María Fernández era desde diciembre de 1996 la nueva seleccionadora nacional, tras la marcha de Emilia Boneva, que había sido operada en noviembre del corazón. A principios de año se incorporaron al conjunto, además de Marta, Sara Bayón y Carolina Malchair. Al poco de entrar en el equipo, Marta sufrió una infección en el oído que le causaba mareos y perdida del equilibrio, lo que provocó que ese año fuese suplente. Su lesión, unida a la retirada de Marta Baldó, Estela Giménez y Estíbaliz Martínez, hizo que en abril se incorporara al conjunto Esther Domínguez. De los dos ejercicios para ese año, el de 5 pelotas tenía como música un medley de canciones de Édith Piaf, como «Non, je ne regrette rien» o «Hymne à l'amour», mientras que el de 3 pelotas y 2 cintas usaba «Las cosas del querer», compuesta por Quintero, León y Quiroga.
Tras algunos torneos como el Ciudad de Ibiza o el Gran Trofeo Campofrío, Marta participó, aunque como suplente, en su primera competición oficial, el Campeonato Europeo de Gimnasia Rítmica celebrado en Patras, donde consiguió un cuarto puesto en el concurso general, además de una medalla de plata en 5 pelotas y otra de bronce en 3 pelotas y 2 cintas. El primer día, con una nota acumulada de 38,300 en el concurso general, se quedaron a 50 milésimas del pódium. En las finales por aparatos del día siguiente obtuvieron una nota de 19,600 en el ejercicio de 5 pelotas, que les otorgó la medalla de plata. En el ejercicio mixto de 3 pelotas y 2 cintas lograron una nota de 19,500 que les llevó al tercer cajón del pódium. El conjunto estaba integrado entonces por Marta, Sara Bayón, Nuria Cabanillas, Esther Domínguez, Lorena Guréndez, Tania Lamarca y Carolina Malchair. Posteriormente obtendría la medalla de oro en la Epson Cup de Tokio (Japón).

#### 1998: título mundial en Sevilla
En 1998, los ejercicios fueron el de 3 cintas y 2 aros y el de 5 pelotas, que emplearon como música la sevillana «Juego de luna y arena» (inspirada en un poema de Lorca) y el tango «El vaivén» respectivamente, dos temas de José Luis Barroso. Marta sería ese año titular en los dos ejercicios. Tras disputar el equipo algunos torneos preparatorios en Kalamata o Budapest, en mayo de 1998 logró proclamarse campeón mundial en el Campeonato del Mundo de Sevilla. Fue en la competición de 3 cintas y 2 aros, donde el conjunto consiguió superar a Bielorrusia con una puntuación de 19,850. Además, el primer día el equipo había obtenido la medalla de plata en el concurso general con una nota acumulada de 39,133. Ocuparon el séptimo puesto en la competición de 5 pelotas. El combinado nacional recibió en este campeonato el Premio Longines a la elegancia, un trofeo que suele entregar la marca de relojes homónima y la FIG durante las competiciones internacionales de gimnasia destacadas. El conjunto de ese año lo compusieron además de Marta, Sara Bayón, Lorena Guréndez, Carolina Malchair, Beatriz Nogales, Paula Orive y Nuria Cabanillas como suplente.

#### 1999 - 2000: Mundial de Osaka y Juegos Olímpicos de Sídney
En 1999 Nancy Usero ya era la nueva seleccionadora y entrenadora del conjunto. Nancy contó esa temporada con Dalia Kutkaite como asistente y entrenadora del conjunto júnior, y con Cristina Álvarez como coreógrafa el primer año. Durante ese año, los dos ejercicios fueron el de 3 cintas y 2 aros y el de 10 mazas, el primero con «Zorongo gitano» y el segundo con «Babelia» de Chano Domínguez, Hozan Yamamoto y Javier Paxariño, como música. Marta sería titular en el de cintas y aros y suplente en el de mazas. El conjunto titular lo compusieron ese año Marta, Sara Bayón, Lorena Guréndez, Carolina Malchair, Beatriz Nogales y Paula Orive. A finales de mayo se disputó el Campeonato Europeo en Budapest. En el concurso general, el conjunto quedó en séptima posición, debido a una mala calificación en el ejercicio de 10 mazas. En la competición de 3 cintas y 2 aros obtuvo la medalla de bronce. En agosto el conjunto logró la medalla de plata en 3 cintas y 2 aros en el DTB-Pokal de Bochum. A finales de septiembre se disputó el Campeonato Mundial de Osaka. El conjunto quedó en séptima posición en el concurso general, lo que les dio la clasificación para los Juegos Olímpicos de Sídney del año siguiente. Posteriormente, ocupó el sexto lugar tanto en el ejercicio de 3 cintas y 2 aros como en el de 10 mazas.

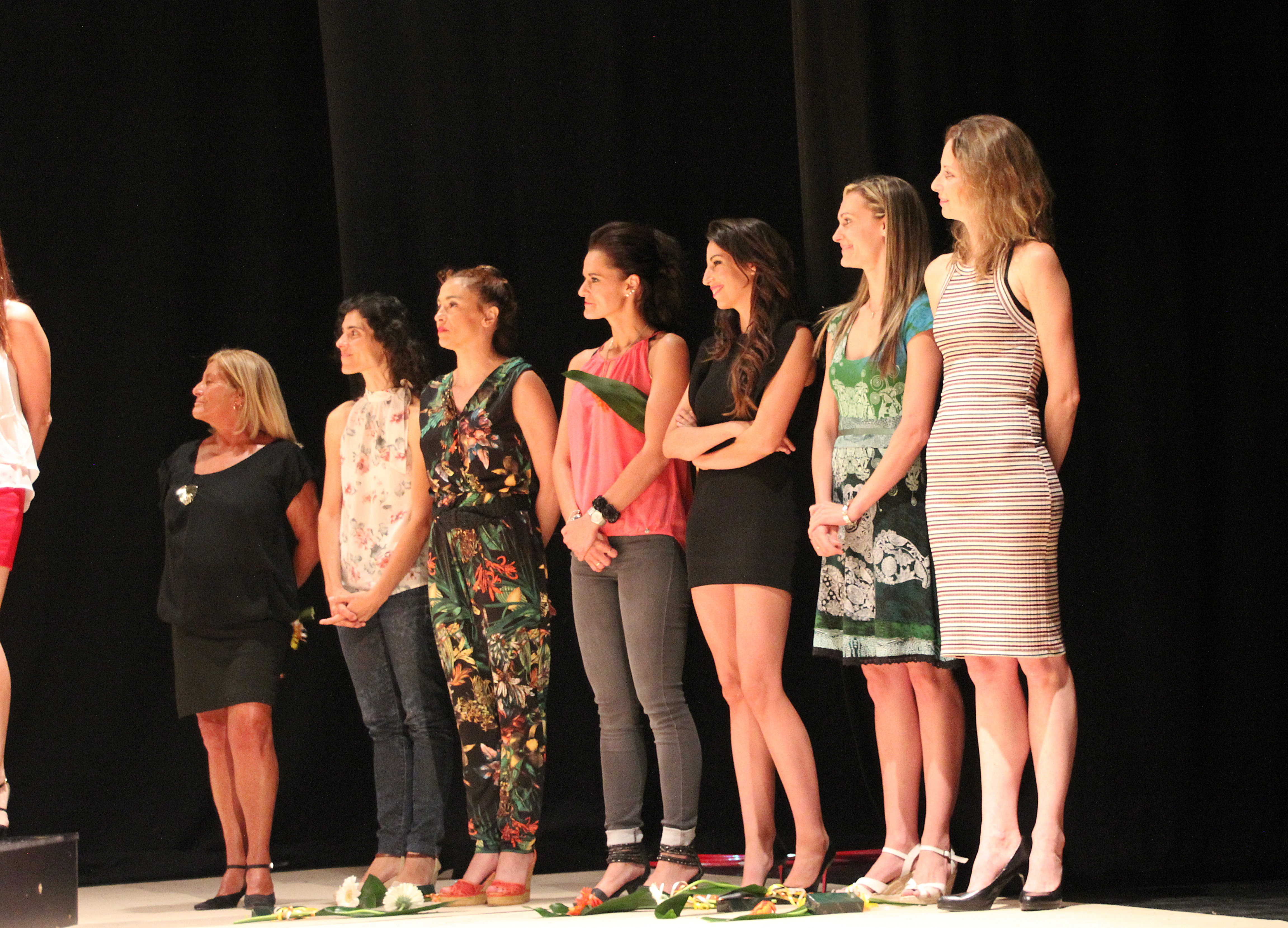
Marta (2ª a la derecha) en la Gala 20.º Aniversario del Oro de Atlanta (2016).

Para 2000, año olímpico, el combinado español compuso nuevos montajes tanto para el ejercicio de 3 cintas y 2 aros, ahora con música de Los Activos y Vicente Amigo, como para el de 10 mazas, con un medley de The Corrs y Loreena McKennitt. Marta sería titular este año en el ejercicio de mazas y suplente en el de cintas y aros. Del 2 al 11 de enero se concentraron en el Centro de Alto Rendimiento para entrenamiento en altura del CSD en Sierra Nevada (Granada). En los torneos internacionales de inicio de temporada lograron buenos resultados, como la plata en la general, el oro en mazas y la plata en el mixto en Madeira, el bronce en la general, el 8º puesto en mazas y la plata en el mixto en Thiais, la plata en Kalamata y nuevamente una plata en Málaga. En septiembre de 2000 tuvieron lugar los Juegos Olímpicos de Sídney. El conjunto español, integrado por Marta, Igone Arribas, Lorena Guréndez, Carolina Malchair, Beatriz Nogales y Carmina Verdú, tenía la oportunidad de revalidar la medalla de oro conquistada cuatro años atrás en Atlanta en la misma competición. Sin embargo, una serie de errores en la ejecución de los dos ejercicios, como un nudo en una cinta y dos caídas de mazas, provocó que el combinado español se situara en la décima y última posición en la fase de clasificación, por lo que no pudo participar en la final.

### Retirada de la gimnasia
Marta se retiró a finales del año 2000, tras disputar los Juegos Olímpicos de Sídney. Más tarde comenzó a dirigir y entrenar un grupo del colegio Santa Cecilia de Cáceres. Fue concejala de Juventud (2003 - 2007) en el Ayuntamiento de Mérida por el Partido Popular. En octubre de 2008 empezó a entrenar a la escuela de gimnasia rítmica de Almendralejo, que posteriormente pasaría a ser el Club Gimnástico Almendralejo.
El 23 de julio de 2016 fue una de las figuras destacadas de la gimnasia rítmica española invitadas a la Gala 20.º Aniversario de la Medalla de Oro en Atlanta '96, celebrada en Badajoz. En la actualidad sigue entrenando el mismo club y trabaja como fisioterapeuta en Mérida.

## Vida personal
Se casó el 23 de junio de 2012. Tiene un hijo y una hija.

## Equipamientos
| Período      | Proveedor |
| ------------ | --------- |
| 1996 - 2000  | Arena     |
| 2000 (JJ.OO) | Fumarel   |

## Música de los ejercicios
| Año  | Aparatos                               | Música |
| ---- | -------------------------------------- | --- |
| 1997 | 5 pelotas                              | Medley de canciones de Édith Piaf, como «Non, je ne regrette rien» o «Hymne à l'amour».                              |
| 1997 | 3 pelotas y 2 cintas                   | «Las cosas del querer», copla compuesta por Quintero, León y Quiroga.                                                |
| 1998 | 5 pelotas                              | Tango «El vaivén», de José Luis Barroso.                                                                             |
| 1998 | 3 cintas y 2 aros                      | Sevillana «Juego de luna y arena» (inspirada en un poema de Lorca), de José Luis Barroso.                            |
| 1999 | 10 mazas                               | «Babelia», de Chano Domínguez, Hozan Yamamoto y Javier Paxariño.                                                     |
| 1999 | 3 cintas y 2 aros                      | «Zorongo gitano», canción popular española adaptada por Federico García Lorca y La Argentinita.                      |
| 1999 | Ejercicio de exhibición (Manos libres) | «Balanca», tema flamenco.                                                                                            |
| 2000 | 10 mazas                               | Medley de The Corrs y Loreena McKennitt, con los temas «Toss the Feathers», «Irish Music», «Someday» y «Erin Shore». |
| 2000 | 3 cintas y 2 aros                      | Medley de Los Activos y Vicente Amigo, con los temas «Mestizo», «Poeta en el viento» y «Flor de la noche».           |

## Palmarés deportivo

### Selección española
| 1996 - Torneo Internacional de Thiais 5º puesto en final (6 pelotas) - Campeonato de Europa de Asker/Oslo 15º puesto en preliminares (6 pelotas) 1997 - Ciudad de Ibiza* Plata en concurso general - Gran Trofeo Campofrío* Plata en concurso general - Campeonato de Europa de Patras* 4º puesto en concurso general Plata en 5 pelotas Bronce en 3 pelotas y 2 cintas - Epson Cup* Oro en concurso general 1998 - Thiais Oro en concurso general Oro en 5 pelotas Oro en 3 cintas y 2 aros - Kalamata Cup Plata en concurso general Oro en 5 pelotas Oro en 3 cintas y 2 aros - Budapest Tournament Oro en concurso general Oro en 5 pelotas Oro en 3 cintas y 2 aros - Estella International Oro en concurso general - Campeonato del Mundo de Sevilla Plata en concurso general 7º puesto en 5 pelotas Oro en 3 cintas y 2 aros | 1999 - Kalamata Cup 7º puesto en concurso general Bronce en 10 mazas - Thiais 4º puesto en concurso general 4º puesto en 10 mazas Bronce en 3 cintas y 2 aros - Budapest Tournament Oro en concurso general 4º puesto en 10 mazas Oro en 3 cintas y 2 aros - Campeonato de Europa de Budapest 7º puesto en concurso general Bronce en 3 cintas y 2 aros - DTB-Pokal de Bochum 6º puesto en concurso general 5º puesto en 10 mazas Plata en 3 cintas y 2 aros - Campeonato del Mundo de Osaka 7º puesto en concurso general 6º puesto en 10 mazas 6º puesto en 3 cintas y 2 aros 2000 - Madeira Cup Plata en concurso general Oro en 10 mazas Plata en 3 cintas y 2 aros - Thiais Bronce en concurso general 8º puesto en 10 mazas Plata en 3 cintas y 2 aros - Kalamata Cup Plata en concurso general - Málaga International Plata en concurso general - Juegos Olímpicos de Sídney 2000 10º puesto en calificación |

*Como suplente del equipo en ambos ejercicios

## Premios, reconocimientos y distinciones

### Como gimnasta
- Premio Longines a la elegancia en el Campeonato del Mundo de Sevilla (1998)[7]

### Como entrenadora
- Mejor entrenador/a en la XII Gala de los Premios del Deporte de Almendralejo (2016)[18]

## Galería

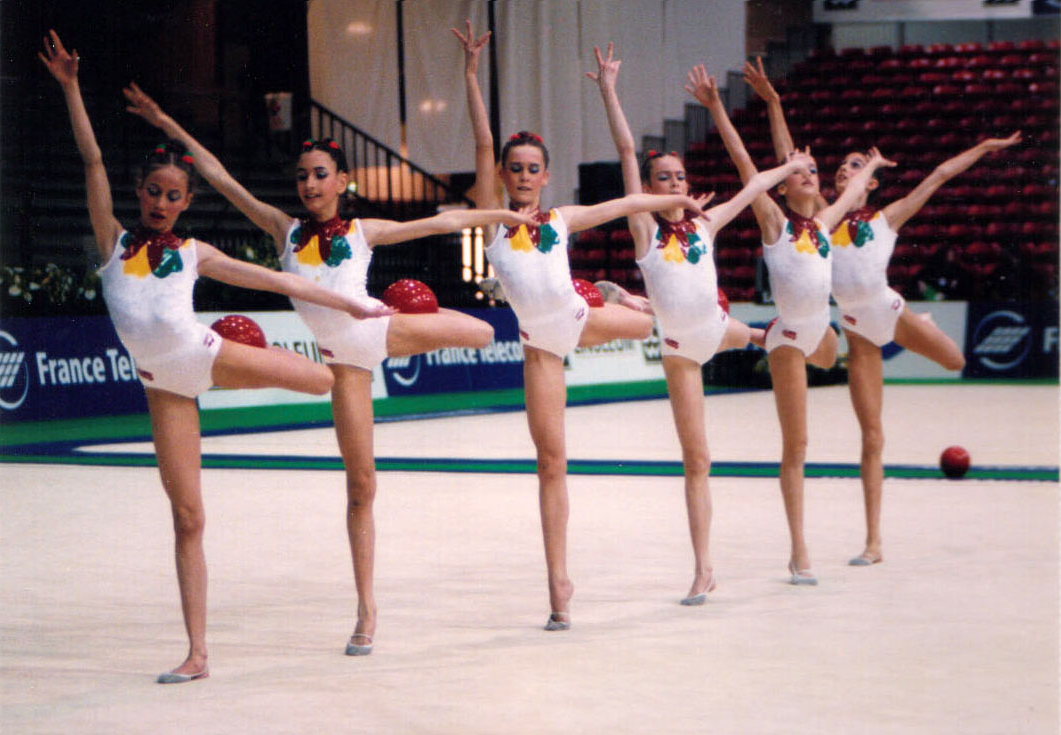
Marta (tercera a la izqda.) con el conjunto júnior en el Europeo de Asker (1996).
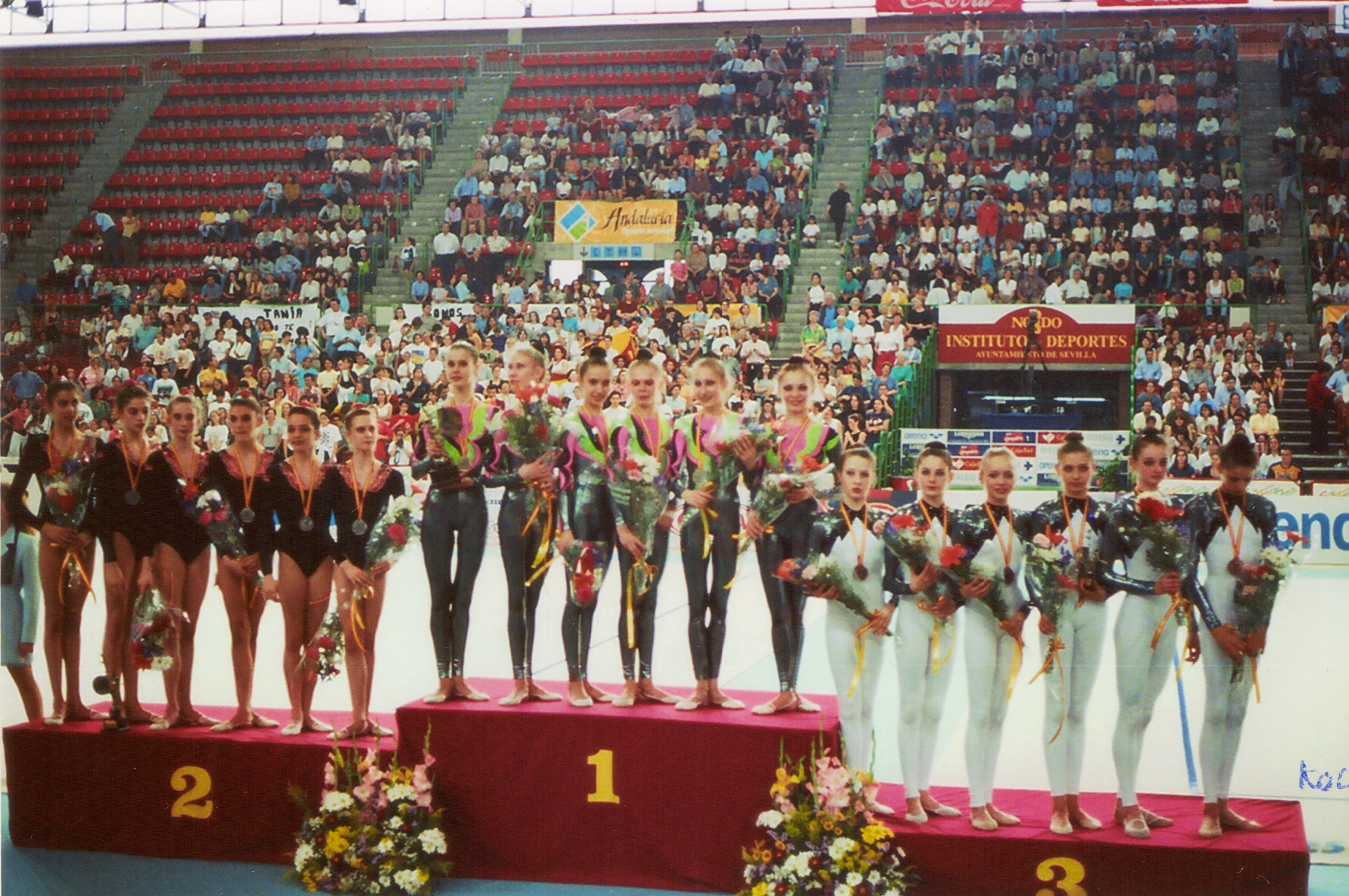
El conjunto español (izqda.) con la plata en el podio del concurso general del Mundial de Sevilla (1998).
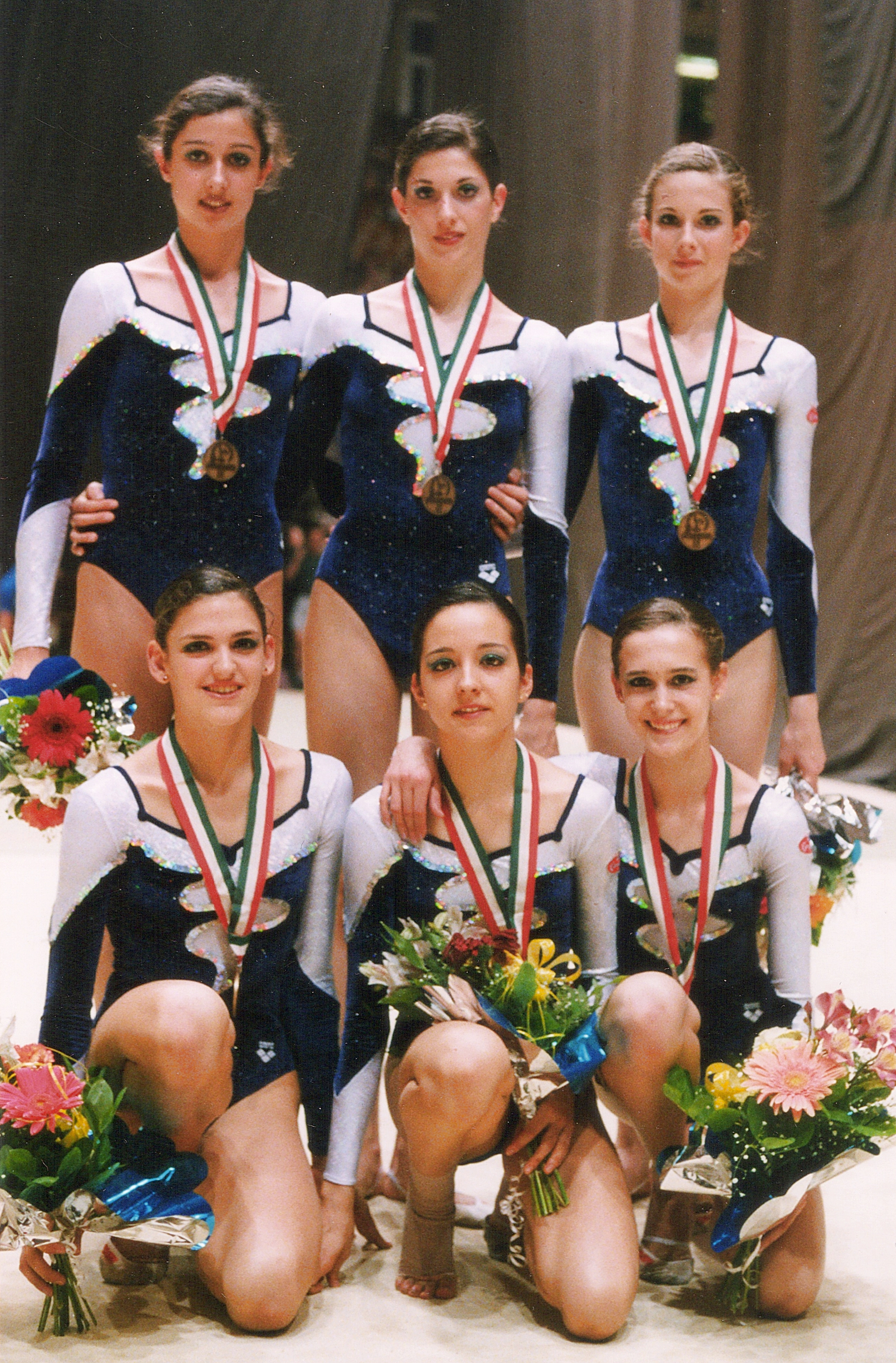
Calamonte (abajo, a la derecha) con el equipo nacional en el Europeo de Budapest (1999).
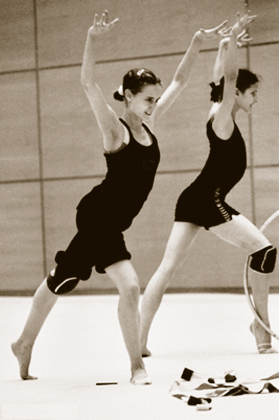
Marta Calamonte (izqda.) junto a Raquel López de Arroyabe en un entrenamiento del conjunto nacional en el CAR de Madrid (2000).

## Filmografía

### Programas de televisión
| Programas de televisión | Programas de televisión | Programas de televisión | Programas de televisión   |
| Año                     | Título                  | Cadena                  | Notas                     |
| ----------------------- | ----------------------- | ----------------------- | ------------------------- |
| 1999                    | Escuela del deporte     | La 2 de TVE             | Aparición en reportaje    |
| 2018                    | Mujer y deporte         | Teledeporte             | Entrevistada en reportaje |
| 2019                    | A esta hora             | Canal Extremadura       | Invitada                  |

## Publicidad
- Emisaria de la denominación de origen Ribera del Guadiana para su campaña «Tierra, vino y amigos» (2017).[21]